# Luís Valente de Oliveira
Luís Francisco Valente d' Oliveira (ur. 29 sierpnia 1937 w São João da Madeira) – portugalski inżynier, nauczyciel akademicki i polityk, profesor, minister w różnych resortach.

## Życiorys
Absolwent inżynierii lądowej na Uniwersytecie w Porto (1961), doktoryzował się na tej uczelni w 1973. Ukończył także studia z rozwoju regionalnego w ISS w Hadze (1968) i z transportu w Imperial College London (1971). Jako nauczyciel akademicki związany z Uniwersytetem w Porto, od 1980 na stanowisku profesora.
W latach 1973–1975 był dyrektorem biura technicznego w komisji planowania obszaru Região do Norte, później do 1978 wchodził w skład kierownictwa tej komisji. Od 1979 do 1985 przewodniczył regionalnej CCDR, komisji do spraw koordynacji i rozwoju regionalnego. Działał w Partii Socjaldemokratycznej (PSD). Był członkiem rządów, którymi kierowali Carlos Mota Pinto, Aníbal Cavaco Silva i José Manuel Durão Barroso. Pełnił funkcje ministra edukacji i badań naukowych (1978–1979), ministra planowania i administracji terytorialnej (1985–1995) oraz ministra robót publicznych, transportu i mieszkalnictwa (2002–2003).
Obejmował różne funkcje w organach fundacji i innych instytucji, został m.in. wiceprzewodniczącym organizacji gospodarczej Associação Empresarial de Portugal. Powołano go też na europejskiego koordynatora do spraw autostrad morskich. W 2017 zrezygnował z członkostwa w PSD w związku z zaangażowaniem się w kampanię wyborczą burmistrza Porto, Rui Moreiry.

## Odznaczenia
- Krzyż Wielki Orderu Zasługi (1981, Portugalia)
- Krzyż Wielki Orderu Edukacji Publicznej (2013, Portugalia)
- Krzyż Wielki Orderu Świętego Jakuba od Miecza (2017, Portugalia)[6]
- Komandor Orderu Honoru (2003, Grecja)
- Kawaler Legii Honorowej (2016, Francja)[7]